# Listă de localități din raionul Hîncești
Această listă conține satele și orașele din raionul Hîncești, Republica Moldova.
| Denumire        | oraș / centru de comună / sat |
| --------------- | ----------------------------- |
| Anini           | sat în comuna Lăpușna         |
| Bălceana        | sat (comună)                  |
| Bobeica         | centru de comună              |
| Boghiceni       | sat (comună)                  |
| Bozieni         | centru de comună              |
| Brătianovca     | sat în comuna Sărata-Galbenă  |
| Bujor           | sat (comună)                  |
| Buțeni          | sat (comună)                  |
| Caracui         | sat (comună)                  |
| Călmățui        | sat (comună)                  |
| Cărpineni       | centru de comună              |
| Cărpineanca     | sat în comuna Sărata-Galbenă  |
| Cățeleni        | sat (comună)                  |
| Chetroșeni      | sat în comuna Mirești         |
| Cioara          | sat (comună)                  |
| Ciuciuleni      | sat (comună)                  |
| Cornești        | sat în comuna Secăreni        |
| Coroliovca      | sat în comuna Sărata-Galbenă  |
| Costești        | sat în comuna Ivanovca        |
| Cotul Morii     | centru de comună              |
| Crasnoarmeiscoe | centru de comună              |
| Dahnovici       | sat în comuna Bobeica         |
| Dancu           | sat (comună)                  |
| Drăgușeni       | sat în comuna Bobeica         |
| Drăgușenii Noi  | centru de comună              |
| Dubovca         | sat în comuna Bozieni         |
| Feteasca        | sat în comuna Leușeni         |
| Fîrlădeni       | sat (comună)                  |
| Frasin          | sat în comuna Ivanovca        |
| Fundul Galbenei | sat (comună)                  |
| Hîncești        | municipiu, reședință de raion |
| Horjești        | sat în comuna Cărpineni       |
| Horodca         | sat în comuna Drăgușenii Noi  |
| Ivanovca        | centru de comună              |
| Lăpușna         | centru de comună              |
| Leușeni         | centru de comună              |
| Logănești       | sat (comună)                  |
| Marchet         | sat în comuna Pogănești       |
| Mereșeni        | centru de comună              |
| Mingir          | centru de comună              |
| Mirești         | centru de comună              |
| Negrea          | sat (comună)                  |
| Nemțeni         | sat (comună)                  |
| Obileni         | sat (comună)                  |
| Onești          | centru de comună              |
| Pașcani         | centru de comună              |
| Pereni          | sat în comuna Pașcani         |
| Pervomaiscoe    | sat (comună)                  |
| Pogănești       | centru de comună              |
| Rusca           | sat în comuna Lăpușna         |
| Sărata-Galbenă  | centru de comună              |
| Sărata-Mereșeni | sat în comuna Mereșeni        |
| Sărăteni        | sat în comuna Cotul Morii     |
| Secăreni        | centru de comună              |
| Secărenii Noi   | sat în comuna Secăreni        |
| Semionovca      | sat în comuna Mingir          |
| Sofia           | sat (comună)                  |
| Stolniceni      | sat (comună)                  |
| Strîmbeni       | sat în comuna Onești          |
| Șipoteni        | sat (comună)                  |
| Tălăiești       | sat în comuna Crasnoarmeiscoe |
| Valea Florii    | sat în comuna Sărata-Galbenă  |
| Voinescu        | sat (comună)                  |